# Projet de tribunal international climatique
Le tribunal international climatique est un projet de juridiction qui devrait permettre, s'il est adopté, de traduire en justice États et entreprises qui ne respectent pas les normes de pollutions et émissions établies au niveau mondial par des accords internationaux du type protocole de Kyoto.
C'est une revendication portée pour le moment par des gouvernements telle la Bolivie et par des ONG altermondialistes voulant représenter les populations victimes notamment du dérèglement climatique. Ils ont pour ambition d'instituer au niveau mondial des normes contraignantes, la crainte de sanction devant permettre de réguler les comportements et inciter les acteurs nationaux à restreindre leurs pollutions et émissions en deçà de seuils admissibles fixés par des autorités scientifiques légitimes au niveau mondial, telles que le GIEC.
D'autres tribunaux visent à juger les crimes contre l'environnement sur un plan moral, tels ceux correspondant aux initiatives du type des tribunaux Russel. Ils agissent d'abord en alertant l'opinion et complètent l'action des juridictions internationales qui ont un rôle plus préventif ou dissuasif.

## Objectif
Le tribunal international climatique devrait, selon ses promoteurs, être une institution permanente chargée de promouvoir le  droit international en matière d'environnement, lequel pour l'essentiel est encore à construire. Comme pour la Cour pénale internationale, son mandat devrait être de juger les individus responsables de gouvernements ou d'entreprises (et non les États, ce qui est du ressort de la Cour internationale de justice), ayant contribué à la réalisation d'un écocide ou de crimes contre l'environnement. En promouvant une juridiction permanente et universelle, cette institution vise à universaliser les droits de l'homme et le droit international humanitaire dans le domaine de l'environnement.
Le Tribunal international climatique a également l'ambition de responsabiliser les dirigeants économiques et politiques. Cet objectif n'est que partiellement assuré en matière d'environnement par les déterminismes économiques.

Ainsi, Pablo Solón, l'ancien ambassadeur de la Bolivie aux Nations unies, s'est fait  à la conférence climatique de Durban en 2011 l'avocat d'un changement de nos relations avec la nature. Critiquant les limites de la dite « économie verte », il a déclaré : 

« La relation courante avec la nature s'y fait à travers le marché. Vous devez tout acheter. Le problème avec l'économie verte est que l'on dit que le capitalisme marche mal parce que nous ne donnons pas de prix à la nature. La logique implicite est que nous ne faisons pas attention à ce qui n'a pas de prix. Nous devons changer de paradigme pour ce qui concerne la Terre mère. Ce n'est pas un problème de compensation, c'est un problème de restauration. L'économie verte ne permet de se prémunir que si l'environnement de votre propriété est endommagé : dans ce cas vous serez indemnisé. Nous avons besoin d'un tribunal citoyen pour l'environnement. »

Sur le plan de l'action politique, le sociologue et économiste Georges Menahem souligne que : 

« en l’absence de règles contraignantes, les dirigeants politiques préfèrent attendre que leurs voisins fassent le premier pas en matière de limitation des émissions (de gaz à effet de serre). Ayant en tête leurs échéances électorales, ils privilégient la sauvegarde à court terme des besoins d’énergie de leurs entreprises et de leurs électeurs. Ils se comportent comme des passagers clandestins qui évitent de payer les coûts collectifs de leur présence sur la planète. Mais la Terre n’a pas les moyens de transporter tous ces passagers clandestins. Il nous faut trouver des moyens de mettre en place des autorités mondiales ayant des pouvoirs internationaux de contrainte et de sanction pour imposer des limites à tous. »

De ce point de vue, le Tribunal international climatique serait censé tenir un rôle à la fois préventif et dissuasif.

## Histoire
Des progrès de la gouvernance du monde sont possibles afin de discipliner les comportements des entreprises et États dont les actions ont des répercussions mondiales. Ils prolongent le mouvement qui a vu la naissance de l'ONU en 1945 et l'adoption en 2002 du statut de Rome mettant en place la Cour pénale internationale.

### Revendication d'un tribunal international climatique
Evo Morales, l'ex-président de la République de Bolivie, a pour la première fois, lors d'une conférence de presse le 22 septembre 2009 au siège des Nations unies à New York, réclamé l'instauration d'un référendum dans les différents pays pour voter sur trois points :
- la reconnaissance par les États et firmes multinationales de leurs dettes et de leurs responsabilités en matière d’environnement à l’échelle mondiale ;
- la mise en place d’un tribunal sur les changements climatiques permanent pour traduire en justice les responsables du dérèglement climatique ;
- la rédaction d’une déclaration des Nations unies sur les droits de la Terre mère.

Il a repris pratiquement les mêmes arguments lors de la Conférence sur le réchauffement climatique de Copenhague en décembre 2009. Il a déclaré à nouveau le 27 juillet 2011 aux Nations unies que « un tel tribunal serait une bonne chose ».
Entre ces déclarations officielles dans des enceintes internationales, Evo Morales a défendu plusieurs fois la cause d'un tribunal international climatique soumis à l'approbation d'un référendum mondial. Il a repris en particulier ce thème lors de la Conférence mondiale des peuples contre le changement climatique que son gouvernement a organisée à Cochabamba en avril 2010,. Il y a déclaré, à propos de la résistance des pays industrialisés, « tôt ou tard, avec la force populaire, ils finiront par accepter un tribunal pour les crimes contre l'environnement » en ajoutant cet argument : « s'il n'y a pas de caractère de sanctions, qui va faire respecter un quelconque protocole sur le climat ? » Après l'avoir rencontré à Cochabamba, l'ancien ministre de l'Environnement français Brice Lalonde a considéré que « l'idée de tribunal international est intéressante. Il y a cinquante traités sur l'environnement mais pas d'organe juridictionnel commun ».

#### Nature des obstacles à dépasser
Dans les faits, les multiples tentatives du gouvernement bolivien et, spécialement, de son ambassadeur aux Nations unies, Pablo Solon, se sont heurtées à une série d'obstacles. Afin d'obtenir une transformation des statuts de la Cour pénale internationale, il est nécessaire en effet de réaliser une coalition d’États membres de l'ONU décidés à modifier la loi internationale. C'est un tel processus qui avait déjà permis l'édification des premières versions du Statut de Rome nécessaires à la réunion d'un nombre suffisant d'adhésions d’États membres. Ce processus avait duré neuf années pour établir les principaux caractères de la CPI, de 1989 à 1998, ce qui laisse penser qu'il ne serait pas simple à engager pour élargir ses compétences. Il dépendra en particulier de l'état des rapports de force mondiaux ; de ce point de vue, la montée récente des ambitions des pays émergents fragilise la puissance de proposition du groupe des pays du Sud dit du G77 qui avait joué un rôle considérable dans la mise en place des premières versions des statuts de la CPI. Il reste donc à trouver les formes de construction d'une nouvelle coalition favorable à la défense des intérêts des petits pays insulaires et des autres pays les plus exposés au changement climatique, ce qui dépend fortement du contexte géopolitique.

### Initiatives visant à punir l'écocide en tant que crime
L'avocate Polly Higgins a développé le droit international dans les domaines de l'environnement afin de constituer l'écocide comme cinquième crime contre l'humanité. Plusieurs initiatives en ont découlé visant à développer les domaines d'action des juridictions.

#### Mouvement Eradicating Ecocide
Le statut de Rome de la Cour pénale internationale (CPI) a été adopté en 2002 et la CPI peut d'ores et déjà juger quatre formes de crimes contre l'humanité, mais pas encore les atteintes à l'environnement. Afin de compléter cette absence, le mouvement intitulé Eradicating Ecocide a été initié en avril 2010. Il vise à donner aux crimes contre l'environnement le statut de cinquième crime contre l'humanité afin d'élargir les capacités de la CPI et de lui donner les capacités d'obliger les multinationales et les États à restreindre leurs émissions et pollutions en deçà des seuils admissibles.

#### Initiative communautaire européenne «End Ecocide»
Une initiative citoyenne européenne a été lancée en janvier 2013 dans l'Union européenne, afin de demander l'adoption d'une directive criminalisant l'écocide et permettant de mettre en accusation les responsables des atteintes graves à l'environnement. Ainsi les activités dangereuses pour nos écosystèmes pourraient être mise en cause dès leur conception si la responsabilité des sociétés d'études qui les valident peut être incriminée pour complicité d'écocide, tout comme celle des institutions financières qui les financent. Si cette initiative dite End Ecocide en Europe recueille un million de signatures d'ici le 20 janvier 2014, la Commission européenne sera obligée d'examiner un projet de loi pour criminaliser les atteintes à l'environnement. La vente de produits issus d'une firme coupable d'écocide pourrait être alors poursuivie pour complicité.
L'application d'un tel texte permettrait d'instituer un Tribunal international climatique d'abord au niveau de l'Union européenne. De plus, l'adoption de tels moyens juridiques en Europe devrait avoir des implications bien plus larges. Les organisateurs de l'initiative espèrent en effet que la crainte de la loi et de ses sanctions pourrait induire au niveau mondial une responsabilisation des multinationales et États. De telles régulations sont indispensables afin de permettre une transition écologique et de mener vers plus de justice climatique, d'abord en Europe puis, de proche en proche, dans le monde entier.